# Vrindavan

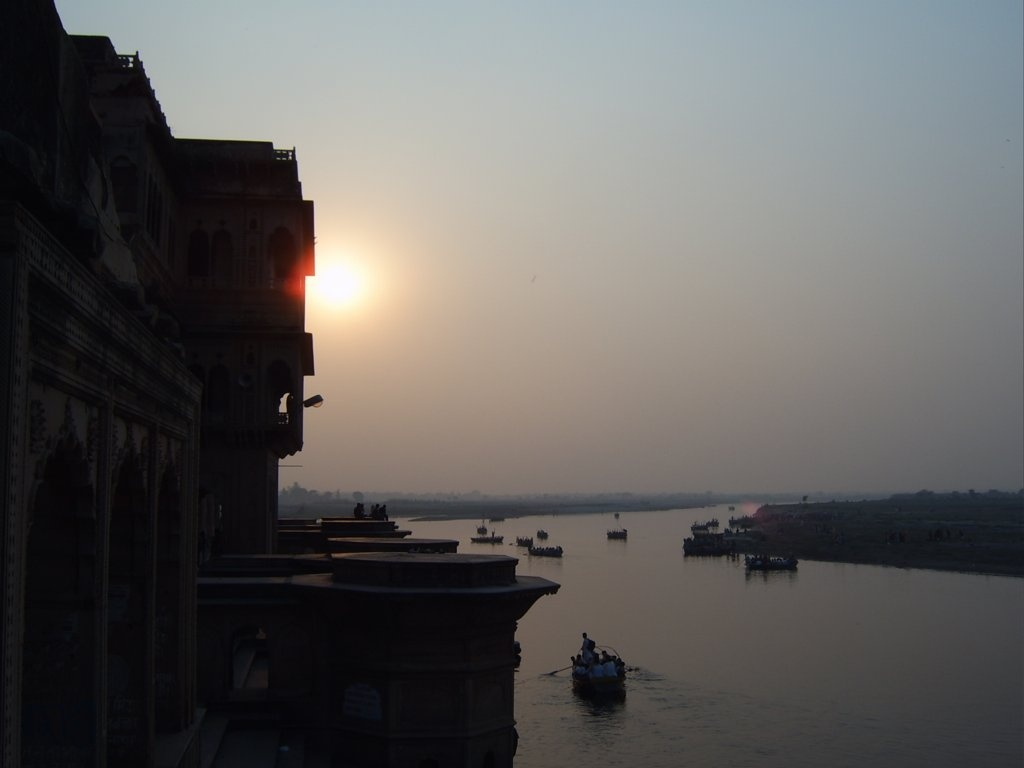
Keshi Ghat (balneari del dimoni Keshi) sobre el riu sagrat Iamuna.

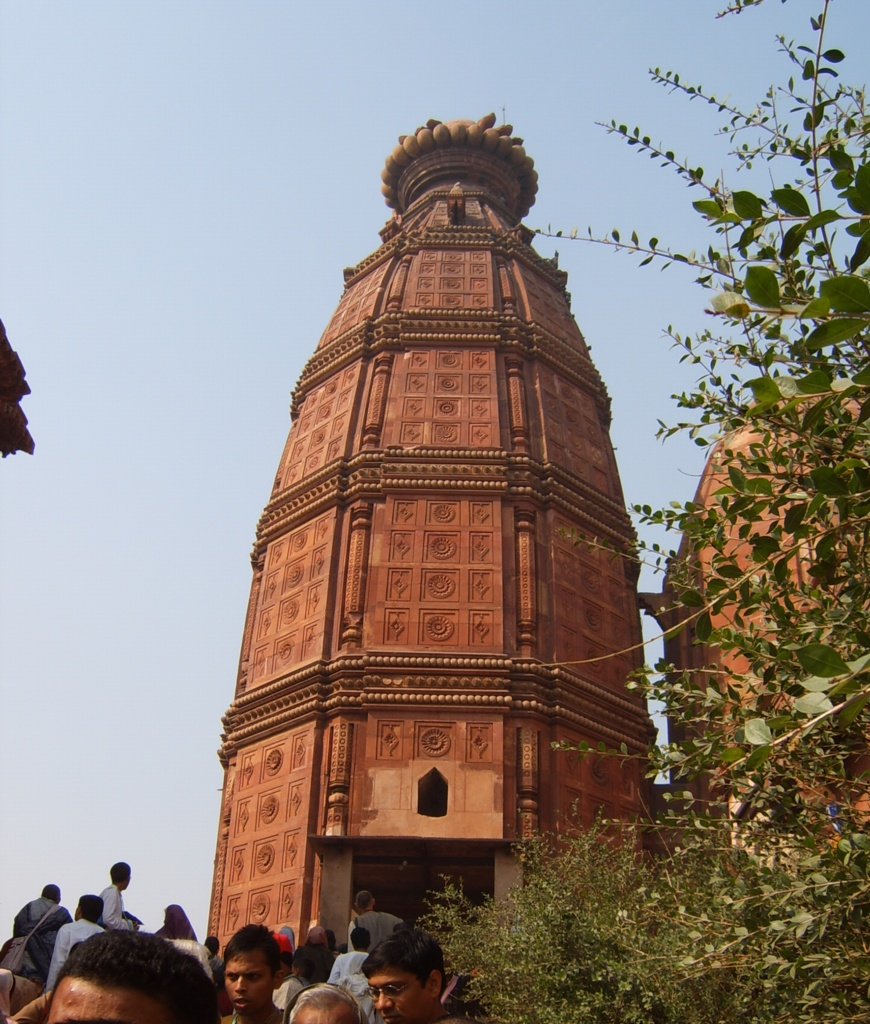
Fotografia de l'actual temple de Madan Mohan, un altre nom de Krixna.

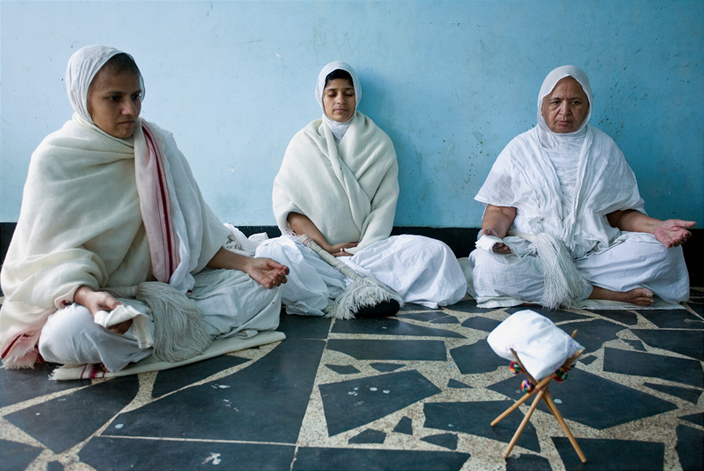
Dones jaines meditant a Vrindavan.

Vrindavan és una localitat situada al districte de Mathura, a l'estat d'Uttar Pradesh (nord de l'Índia).
També se sol escriure Vrindaban o Brindavan (el bosc de [la deessa] Vrinda).

## Importància
És una ciutat molt important dins de l'hinduisme perquè se suposa que en l'antiguitat existien diversos boscos on va passar la seua joventut Krixna, una de les deïtats més importants i venerades de l'Índia, la qual —segons l'hinduisme— és el vuitè avatar de Vixnu i —segons el vixnuisme— és la forma principal de Déu.
Vrindavan està situada a 15 km al nord de la ciutat de Mathura (considerada la localitat de naixement de Krixna), totes dues estan situades sobre les ribes del riu sagrat Yamuna. Es troba a 8 km a l'oest de l'autovia Delhi-Agra.
La ciutat inclou centenars de temples dedicats al culte de Radha i Krixna i és considerat un lloc sagrat per un gran nombre de tradicions religioses com el vixnuisme i l'hinduisme en general.
En les últimes dècades, el nom de Vrindavan ha estat utilitzat a l'Índia per a representar un lloc idíl·lic o paradís. Fins i tot a les àrees més urbanes de la ciutat es troba vida salvatge, paons, vaques, micos i una gran varietat d'espècies d'ocells.

## Etimologia
El nom sànscrit de la ciutat, Vrindavana, prové del nom de la deessa Vrindā (representada per la planta Ocimum tenuiflorum o tulsí) i el topònim vana, que significa ‘bosc’.

## Història
Vrindavan forma part del folklore hindú des de fa segles i és un lloc important de peregrinació. El 1901 tenia 22.717 habitants. Un dels seus temples més antics és el de Govind Deo, construït el 1590. La tradició diu que l'actual poble de Vrindavan es va fundar una mica abans, durant el segle XIV.

## Llegenda
D'acord amb la tradició, el déu hindú Krixna —nascut a Mathura, a 15 km al sud— va passar la seua infància i adolescència al llogaret de Gokula (entre els dotze boscos de Vrindavan).
El Bhagavata Purana descriu les anècdotes de Krixna i com amb el seu germà Balarama i els seus companys gopas (pastors de vaques) robaven mantega, feien tota classe de malifetes i es barallaven amb dimonis. A banda d'aquestes activitats, Krixna es trobava durant les nits amb les joves del poble casades amb Radha. Aquestes activitats amoroses estan descrites al poema sànscrit Gita-govinda, del poeta Jayadeva (segle xi).

## Temples
Els temples més populars són:
- temple de Madan Mojan: situat molt a prop del Kali Ghat. Va ser construït per Kapur Ram Das. Aquest és el temple més antic de Vrindavan i està relacionat amb el sant Chaitania Mahaprabhu. La imatge original del déu Madan Gopal (representació de Krixna) va ser transportada a Karauli (a la província de Rajasthan) per mantenir-la segura durant el regnat del musulmà Aurangzeb.

- El temple Banke-Bihari, construït el 1862, és el temple més popular de Vrindavan. La deïtat de Banke-Bijari (una representació de Krixna) va ser descoberta a Nidhi Van (dins de la ciutat) per Swami Haridas, el gran devot de Krixna.
- El temple Radha Vallabh. Al costat de la imatge de Krixna, en compte d'estar Radharani, està la seua corona (Radhavallabh.com).
- El temple de Jaipur és un santuari molt luxós, construït el 1917 per Sawai Madho Singh II, el maharajà de la ciutat de Jaipur. Té incomparables treballs en pedra tallada. El temple està dedicat Radha i Madhava.
- El Sri Radha Raman Mandir. Manat construir pel religiós hindú Gopala Bhatta Gosuami el 1542, és un dels temples més exquisidament esculpits de Vrindavan.
- El temple Shahji: un altre temple popular de Vrindavan. Va ser dissenyat i construït l'any 1876 per un joier, Shah Kundan Lal. Les deïtats (estàtues) es coneixen col·loquialment com Chota Radha Raman. Notable per la seva magnífica arquitectura i les meravelloses escultures de marbre, el temple té dotze columnes en espiral de 4,60 metres d'altura. El Vasanti Kamra (vestíbul) és famós per les seus aranyes de vidre belga i les seues exquisides pintures.
- El temple de Rangaji, construït el 1851, està dedicat al Senyor Ranganatha (representat com el déu Vixnu en la postura shesha-shaí (‘tombat sobre [la serp divina] Sesha Naga’). El santuari va ser construït a l'estil dravinià (com a rèplica del temple Srivilliputhur) té una gopuram (literalment ‘porta per a vaques') de sis pisos i una columna xapada en or de 15 metres d'altura. Dins del temple hi ha un jardí amb un estany d'aigua on se celebra el festival anual de Jal Vihar (Krixna, ‘el que es diverteix a l'aigua’). També és famosa la celebració Brahma útsava al març-abril, coneguda més popularment com Rath ca Mela. Dura deu dies, on centenars de devots arrosseguen una carrossa que transporta les deïtats des del temple fins als jardins adjacents. Dins del temple les oracions segueixen l'estil d'Andal (un dels dotze sants vaixnaves del sud de l'Índia).
- El temple Govindaji (o Govinda Deo) és un temple baixet, aparentment incomplet, la planta del qual té forma de creu grega. La tradició diu que el 1590 va ser construït per l'emperador Akbar i per a fer-ho va donar una mica de pedra calcària vermella d'Agra. El temple combina en la seua estructura elements arquitectònics occidentals, hindús i musulmans. Per explicar que només té un pis d'altura, els vrayavasis diuen que el rei mughal Aurangzeb el va manar enderrocar, però quan els treballadors ja havien destruït sis pisos, un gran terratrèmol enviat per Krixna els va detindre.
- El temple Sri Krishna-Balarama va ser construït per la ISKCON (l'Associació Internacional per a la Consciència de Krixna, coneguts com els Hare Krixna) és un suburbi conegut com a Raman Reti, és un dels temples més bonics de Vrindavan. Les deïtats principals d'aquest temple són Krixna amb el seu germà Balaram. Als altars adjacents estan Radha i Shiamasundar (representació de Krixna), i en un altre Gaura-Nitai (Chaitanya amb el seu amic Nitiananda). Al costat d'aquest temple es troba el samadhi (mausoleu) de Prabhupada, el fundador d'ISKCON, construït amb marbre blanc.
- El Radha Damodar Mandir, construït el 1542 per Yiva Gosuami, està dedicat a les deïtats Radha i Damodar (una altra representació de Krixna). En aquest temple es troba el bhajan kutir (habitació de la pregària, sent kutir: ‘barraca’ i bhajan: ‘meditació’) de Prabhupada.

### Altres llocs sagrats
Altres llocs d'interès són:
- Seva Kunsha
- Keshi Ghat
- Temple Sriyi
- Temple Iugal Kishore
- Temple Lal Babu
- Rash Ghat
- Kusuma Sarovar
- Temple de Mira Bai
- Imli Tal
- Kalíia Ghat
- Raman Reti
- Varaha Ghat
- Chira Ghat
- Samadhi (mausoleu) de Devraha Bava (un sant del segle XIX). Per a arribar-hi s'ha de travessar el riu Yamuna.

## Geografia
Vrindavan es troba a 27°N 77°I. Té una altitud mitjana de 170 m.

## Demografia
Segons el cens de l'any 2011, Vrindavan tenia 63.005 habitants estables.
Vrindavan també és coneguda com «la ciutat de les vídues» a causa del gran nombre de vídues que s'hi traslladen a viure. D'acord amb la tradició hindú, les vídues de castes superiors no poden tornar-se a casar. Per això moltes —en morir els seus marits— són abandonades per les seues famílies. S'estima que hi ha entre 15.000 i 20.000 vídues vivint al carrer i demanant almoina, moltes de les quals hi passen més de trenta anys. L'any 2000, l'organisme Guild of Service va obrir un refugi anomenat Amar Bari (la meua llar) per a 120 vídues de Vrindavan, i s'espera que n'òbriguen un altre per a 500 vídues més.